# Luther - Genio, ribelle, liberatore
Luther - Genio, ribelle, liberatore (Luther) è un film del 2003 diretto da Eric Till.
Prodotto negli Stati Uniti d'America, è un film indipendente che parla della vita di Martin Lutero, il celebre teologo padre fondatore del Protestantesimo.

## Trama
La narrazione del film ha inizio il 10 novembre 1505, durante un temporale. Lutero, temendo di perdere la vita, stringe un patto con Dio promettendo che se fosse sopravvissuto a quella tempesta si sarebbe fatto frate e così accade nel 1507 quando intraprende la via del chiostro. Durante il tempo trascorso al convento è continuamente agitato a causa della visione di Dio come una divinità di odio e vendetta. Lutero è così incoraggiato da Johann von Staupitz, un frate più anziano che è il suo supervisore e mentore.
Più tardi Lutero invia una lettera per Staupitz a Roma, città della quale non condivide il modo di vivere; lì vede un cranio che si pensava fosse quello di Giovanni Battista, e acquista un'indulgenza. È a questo punto che Lutero comincia a mettere in dubbio la veridicità delle indulgenze.
Ritornando in Germania, Lutero comincia a predicare nella sua chiesa che Dio non è un Dio di odio, ma un Dio di amore.
Affigge così le sue 95 tesi sulla porta della chiesa di Wittenberg, le quali si diffondono velocemente grazie alla recente invenzione della stampa, causando un dibattito aperto riguardo alle indulgenze. Per questo atto Lutero è chiamato ad Augusta dove è interrogato dagli ufficiali della chiesa e viene scomunicato.
In seguito alla sua scomunica, papa Leone X ordina che Lutero sia consegnato a Roma e Federico il Saggio di Sassonia si fa suo protettore, impedendo che le richieste del pontefice vengano accolte.
Lutero è costretto a nascondersi mentre il suo primo professore, Andrea Carlostadio, raccoglie consensi tra i contadini insofferenti alla chiesa, che si sollevano contro gli ecclesiastici. Lutero incoraggia i principi tedeschi ad agire affinché sedino le sommosse; nel frattempo traduce il Nuovo Testamento in tedesco.
Lutero prende poi in sposa Katharina von Bora e dal loro amore nascono sei figli. Nello stesso tempo Carlo V chiama in causa gli elettori del Sacro Romano Impero, cercando di costringerli a bandire la dottrina protestante, ma tutti i principi si rifiutano di farlo e, piuttosto, si dichiarano disposti a immolarsi con la decapitazione.